# Clueless (House M. D.)
Clueless (en Argentina y España Sin pistas y en México Sin pista alguna) es el decimoquinto episodio de la segunda temporada de la serie estadounidense House M. D.. Fue estrenado el 28 de marzo de 2006 en Estados Unidos.
Una persona sufre un ataque respiratorio mientras mantiene relaciones sexuales parafílicas con su esposa. Para House los síntomas indican intoxicación por metales pesados, pero ningún examen lo confirma. El capítulo se relaciona con la creencia de House de que no existen matrimonios felices y la pista para resolver el caso se la sugiere un anillo matrimonial de oro. Luego de su separación, Wilson comienza a vivir en el departamento de House, quien al comienzo no tolera su presencia pero luego comienza a valorarla.

## Sinopsis

### Caso principal
Bob y María, un matrimonio joven que se conocen desde niños, se encuentran jugando a un juego sexual parafílico simulando una violación, cuando Bob sufre un ataque que le seca la garganta y le afecta la lengua, hasta el punto de impedirle respirar.
Los médicos que lo atienden en el hospital no identifican la causa de la afección y envían el caso al departamento de diagnóstico que dirige House. A House le divierte la situación y califica al paciente como "sexópata", pero Cameron, que lo atendió y tiende a identificarse con las parejas que se aman, lo califica como "un hombre felizmente casado". A lo que House, con su desconfianza permanente frente a las apariencias, responde: "no existe tal cosa". En el diagnóstico diferencial Foreman piensa que si estaban manteniendo una relación S&M (sadomasoquismo) podría haber sufrido un trauma en el cuello que le afectara las cuerdas vocales, causando asfixia. Pero el examen no reveló ningún tipo de trauma. Chase sugiere que podría ser una reacción alérgica, Foreman aporta también la posibilidad de una parálisis bulbar progresiva y Cameron descarta que pueda ser esclerosis lateral amiotrófica (ELA). House propone un abordaje diferente, suponiendo que el problema del paciente pudiera no estar en la garganta sino en los pulmones. A los médicos les sorprende la proposición de House porque el paciente ha dicho que los problemas se localizaron en la garganta. Pero House contesta que los pacientes no tienen conocimientos médicos para poder identificar correctamente lo que les sucede ("la mayoría de los pacientes no pueden distinguir su peroné de su ano"). Ordena un nuevo análisis de sangre, una radiografía de pecho y pletismografía corporal.
La pletismografía revela que el paciente tiene una disminución de su capacidad pulmonar y la tomografía muestra cicatrices en los pulmones: el paciente padece fibrosis pulmonar intersticial (FPI). Poco después el paciente sufre un ataque agudo de picazón en el pecho acompañado de una erupción rojiza. Foreman propone la posibilidad de que sea lupus. Cameron descarta por anticientífica la opinión de Chase sobre la posibilidad de una alergia alimenticia invocando ciertos estudios homeopáticos. House relaciona los síntomas en la piel, los pulmones y la garganta y concluye que debe ser un envenenamiento con metales pesados. Foreman le cuestiona a House no haber creído con anterioridad que la garganta estuviera afectada y House responde con una clara demostración de su método racional:

House: Nunca dije que no creía. Sólo dije que tenía una buena razón para dudar.
Chase: ¿Y ahora?
House: Ahora tengo una buena razón para dudar de esas dudas.

Pero si es evenenamiento por metales pesados hay que descubrir de qué metal se trata y cómo sucedió. Cameron piensa que podría haberse envenenado al comer en cazuelas cerámicas adornadas con pinturas que contienen plomo, en la ciudad mexicana de Cabo San Lucas, donde la pareja estuvo un mes atrás. House ordena averiguar llamando al hotel, revisar la casa y realizar estudios para detectar plomo, mercurio y arsénico. Como los resultados son negativos House ordena realizar todos los estudios de nuevo. Su equipo se asombra:

Foreman: No es metales pesados.
House: Los síntomas dicen que sí.
Cameron: Los exámenes dicen que no.
House: Bueno, ¿a quién vas a creerle? ¿A los síntomas o a los exámenes?

Ante la falta de pruebas, House acepta también la sugerencia de Chase de examinar si pudo tratarse de una alergia alimenticia, examinando su reacción a los productos lácteos, trigo y legumbres, pero los resultados serán negativos.
El paciente comienza a sentir también dolores agudos en los pies, otro síntoma clásico del envenenamiento con metales pesados. pero los nuevos exámenes de cabello y sangre siguen sin dar pistas. Poco después Bob tiene un nuevo ataque respiratorio que obliga a una traqueotomía, mostrando también fallas renales. Foreman enfrenta entonces a House y le dice que, a menos que aporte alguna prueba que indique qué metal pesado es, él va a comenzar a tratar al paciente contra el lupus. Como al paciente ya le estaban administrando corticosteroides para la inflamación de la garganta, Foreman prueba ahora con inmunosupresores.
House discute con Cuddy la situación de un paciente en la atención clínica que parece haber contagiado intencionalmente herpes a su esposa, con la intención de no ser descubierto en un acto de infidelidad. En ese momento, por asociación, a House se le ocurre la posibilidad de que la esposa de Bob, María, pudiera estar involucrada. Si María estuviera envenenándolo, eso explicaría también que los síntomas hayan empeorado luego de la internación. House está seguro porque a pesar de no existir pruebas, ya se han descartado todas las otras hipótesis y es la única que resta. House quiere revisar la vagina de María, pero Cuddy se lo prohíbe terminantemente, mientras que Cameron lo cuestiona duramente dicéndole que se trata de una idea retorcida debido a que no puede encontrar la respuesta.
Poco después Bob sufre un ataque cardíaco. Los síntomas coinciden con los de lupus pero no su rápida progresión. House sigue pensando en el envenenamiento, pero ante la falta de pruebas solo se le ocurre que pueda ser una infección viral, que no generó fiebre inicialmente debido a que se presentó como una reacción post-viral autoimmune y luego debido a los inmunosupresores administrados por Foreman. Ordena darle interferón pero el paciente no mejorará.
Nuevamente por asociación con el caso del matrimonio con herpes que atiende en la clínica, House repara en el anillo de oro que la esposa tira al suelo y lo relaciona de inmediato con el caso de Bob. Manda a analizar la presencia de oro y da positivo. Por su parte House va a su casa y saca de su caja de buscador de momias cuando vivía en Egipto de niño, un pequeño frasco conteniendo cloruro de estaño. Al volver al hospital toma a María de las manos y sus palmas se vuelven púrpura: ese efecto se produce cuando el cloruro de estaño se combina con el oro. María estaba envenenando a su esposo con tiomalato sódico de oro que ponía en los cereales. Finalmente House, con su obsesión por saber, le dice:

Me encantaría saber el por qué detrás de aquel por qué, pero no vas a decírmelo, ¿no?

Bob es sometido a un tratamiento de quelación (eliminación de los metales pesados) con dimercaprol, los riñones se recuperarán, pero los pulmones tienen daño irreversible y precisará un trasplante.

### Atención clínica de rutina
House detesta realizar atención clínica de rutina porque lo aburre la ausencia de problemas médicos graves y complejos. En este capítulo atiende a un paciente con herpes. El diagnóstico genera un conflicto matrimonial, ante la evidencia de una infidelidad, en la que se ven envueltos House y el hospital. Debido a que no hay prueba médica que permita saber cuál de los dos en una pareja contrajo primero el herpes, House recurre a una ingeniosa treta racional, que termina exponiendo al culpable.

### Relaciones entre los personajes
En el capítulo anterior Wilson se separó de su tercera esposa y se fue a vivir a casa de House. A éste le comienzan a molestar pequeñas cosas de la convivencia con Wilson y quiere que se vaya, pero finalmente comienza a apreciar la presencia de su amigo debido a las apetitosas comidas que prepara.
El capítulo muestra un tema recurrente en la serie: los problemas matrimoniales y la teoría de House de que no hay matrimonios felices. Cameron, por el contrario, y Cuddy en cierta medida, tienden a identificarse con los matrimonios que dan señales de amor entre ellos, y a suponer que están sólidamente constituidos. Cameron pierde la apuesta que tenía con House sobre si Bob y María tenían un matrimonio feliz y recurre a un clásico proverbio inglés: "la ignorancia es sublime felicidad" ("ignorance is bliss").
House da a conocer que de niño vivió en Egipto, debido a que su padre estaba destinado a una base de la Marina allí ubicada, y allí se apasionó por buscar tumbas. House aún guarda la caja que utilizaba de niño en Egipto.
En un breve momento del capítulo se exhiben las preferencias televisivas de House. Entre ellas se destacan Bob Esponja, que ve por la mañana y The O.C., una exitosa comedia adolescente con un destacado contenido musical. Entre los programas preferidos de House también figura Blackadder (La Víbora Negra), una famosa serie británica de los 80, de contenido histórico, protagonizada por Hugh Laurie, el actor que interpreta a House.

## Diagnóstico
Envenenamiento con tiomalato sódico de oro causado intencionalmente por la esposa a través de los alimentos.

## Música
El capítulo cierra con el tema "Love and happiness" ("Amor y felicidad"), de y por Al Green, con las imágenes de fondo de House y Wilson viviendo juntos, por un lado, y por el otro de Bob, solo, recuperándose en el hospital.